# جاكوب هاكر
جاكوب ستيوارت هاكر (بالإنجليزية: Jacob Stewart Hacker)‏، ولد في (3 يناير 1971 في يوجين في الولايات المتحدة)، هو عالم سياسي أمريكي، وهو مدير معهد الدراسات الاجتماعية والسياسات وأستاذ العلوم السياسية بجامعة ييل. كتب هاكر أعمالًا عن السياسة الاجتماعية وإصلاح الرعاية الصحية وانعدام الأمن الاقتصادي في الولايات المتحدة.